# كوالكوم سناب دراجون 888
هو معالج من إنتاج شركة كولكوم صدر في ديسمبر 2020 صمم خصيصا لهواتف الفئة الرائدة والمتوسطة العليا ويتراوح سعر الهواتف التي تستخدمه من 370 إلى 1280 دولار

## هواتف تعمل بمعالج كولكوم سناب دراجون 888
هناك كثير من الهواتف متعددة السعر من الفئة الرائدة والمتوسطة ومن عدة شركات وهاذه بعضها
OnePlus 9
Xiaomi Redmi K40 Pro
Samsung Galaxy S21
Samsung Galaxy S21 FE 5G
Sony Xperia Pro-I

## عيوب
تسبب استخدام معمارية 5 نانومتر من سامسونج بدلًا من TSMC، حيث كانت كفاءة التصنيع أقل مما أدى إلى زيادة استهلاك الطاقة وإنتاج المزيد من الحرارة عانت بعض الهواتف مثل OnePlus 9 وXiaomi Mi 11 من الاختناق الحراري عند تشغيل الألعاب القوية أو تسجيل الفيديو بجودة 4K و8K.

## وحدة معالجة الصور
وحدة معالجة الصور (ISP) في المعالج تتميز بان عندها القدرة على معالجة الصور والفيديو من ثلاث كاميرات في وقت واحد، هاذا يعطي المستخدم مرونة كبيرة في التقاط الصور وتسجيل الفيديوهات بجودة عالية. بسبب سرعة معالجة تصل إلى 2.7 جيجابكسل في الثانية، تدعم وتدعم تسجيل فيديو بدقة تصل إلى 8K بمعدل 30 إطارًا في الثانية أو 4K بمعدل 120 إطارًا في الثانية، بالإضافة إلى التصوير البطيء بدقة 720p بمعدل 960 إطارًا في الثانية. كما أنها مصممة لتحسين التصوير في ظروف الإضاءة المنخفضة، مما يتيح التقاط صور واضحة حتى في الظلام شبه الكامل. تدعم الوحدة أيضًا كاميرات فردية بدقة تصل إلى 84 ميجابكسل دون أي تأخير هاذا يجعلها جيدة للتصوير الاحترافي

## الترددات
ياتي بثمان انوية واحدة من نوع Cortex X1 بتردد 2.82 جيجاهرتز للاداء القوي للغاية وثلاثة من نوع Cortex A78 بتردد 2.42 جيجاهرتز للعمليات المتوسطة وتوفير الطاقة وأربع من نوع Cortex A55 بتردد 1.8 جيجاهرتز مصممة لتوفير الطاقة والعمليات المنخفضة
1. 1 2 3  وصلة مرجع: https://github.com/mshd/podcast-data/blob/main/channels/The%20Vergecast/Vergecast-Megaphone-2021-11-07.xml. الوصول: 9 نوفمبر 2021.